# اپیکتت
اپیکتت یا اپیکتتوس (به یونانی: Επίκτητος، م۵۵-م۱۳۵) فیلسوف رواقی یونانی بود.
اودر حدود سال ۵۵ میلادی در فریقیه به دنیا آمد. او که غلام زاده و خود تحت رقیت و بندگی بود توسط صاحب ستمگری ناقص‌العضو شده اما در هر حال نمونه یک روح آزاده نحیف و متکی به نفس بود و چون به یکی از درباریان نرون فروخته شد صاحبش به او اجازه داد که دروس رواقی کالیوس موسونیوس روفوس را تعلیم بگیرد و نزد او بود که فن استخراج فلسفه‌ای جامع و عمومی را از تجارب شخصی فرا گرفت.
با مرگ رووس، اپیکتت که در خلال این احوال قانوناً آزادی هم یافته بود؛ در روم به تدریس فلسفه پرداخت. اما می‌سین که از آزادی زبان این برده قدیمی وحشت داشت از شهر اخراجش نمود. آنگاه به نیکوپولیس رفت که در آنجا بین مستمعین فراوانش هادریان امپراتور آینده هم بود. او نفوذ فوق العاده‌ای بر امپراتور دیگری یعنی مارک اورل اعمال نمود.
از اپیکتتوس اثر نوشته‌ای در دست نیست و آنچه که از تعلیمات او باقی‌است نوشته شاگردش آریان است.
اپیکتت در حدود سال ۱۳۵ درگذشت.